# El caftán azul
El caftán azul (en francés: Le Bleu du caftan) es una película dramática en árabe de 2022 dirigida por Maryam Touzani. Representa a una mujer y su marido homosexual en el armario, que dirigen una tienda de caftanes en la medina de Salé, Marruecos, y contratan a un joven como aprendiz. La película se estrenó en la sección Un Certain Regard del Festival de Cine de Cannes de 2022.

## Reparto
- Lubna Azabal como Mina
- Saleh Bakri como Halim
- Ayoub Missioui como Youssef